# Communauté de communes du Pays Fléchois
Die Communauté de communes du Pays Fléchois ist ein französischer Gemeindeverband mit der Rechtsform einer Communauté de communes im Département Sarthe in der Region Pays de la Loire. Sie wurde am 22. Dezember 2000 gegründet und umfasst 14 Gemeinden. Der Verwaltungssitz befindet sich im Ort La Flèche.

## Historische Entwicklung
Mit Wirkung vom 1. Januar 2017 bildeten die Gemeinden Bazouges-sur-le-Loir und Cré-sur-Loir eine Commune nouvelle mit dem Namen Bazouges-Cré-sur-Loir.
Mit Wirkung vom 1. Januar 2018 verließen die Gemeinden La Fontaine-Saint-Martin und Oizé die Communauté de communes Sud Sarthe und schlossen sich dem hiesigen Verband an.

## Mitgliedsgemeinden
| Gemeinde                                | Einwohner 1. Januar 2022 | Fläche km² | Dichte Einw./km² | Code INSEE | Postleitzahl |
| --------------------------------------- | ------------------------ | ---------- | ---------------- | ---------- | ------------ |
| Arthezé                                 | 351                      | 8,65       | 41               | 72009      | 72270        |
| Bazouges Cré sur Loir                   | 1.946                    | 47,09      | 41               | 72025      | 72200        |
| Bousse                                  | 431                      | 12,02      | 36               | 72044      | 72270        |
| Clermont-Créans                         | 1.276                    | 17,82      | 72               | 72084      | 72200        |
| Courcelles-la-Forêt                     | 403                      | 19,60      | 21               | 72100      | 72270        |
| Crosmières                              | 993                      | 20,45      | 49               | 72110      | 72200        |
| La Chapelle-d’Aligné                    | 1.725                    | 33,04      | 52               | 72061      | 72300        |
| La Flèche                               | 15.081                   | 74,21      | 203              | 72154      | 72200        |
| La Fontaine-Saint-Martin                | 600                      | 13,72      | 44               | 72135      | 72330        |
| Ligron                                  | 484                      | 13,48      | 36               | 72163      | 72270        |
| Mareil-sur-Loir                         | 658                      | 11,83      | 56               | 72185      | 72200        |
| Oizé                                    | 1.325                    | 16,91      | 78               | 72226      | 72330        |
| Thorée-les-Pins                         | 741                      | 28,18      | 26               | 72357      | 72800        |
| Villaines-sous-Malicorne                | 1.035                    | 19,16      | 54               | 72377      | 72270        |
| Communauté de communes du Pays Fléchois | 27.049                   | 336,16     | 80               | –          | –            |